# Ciesak

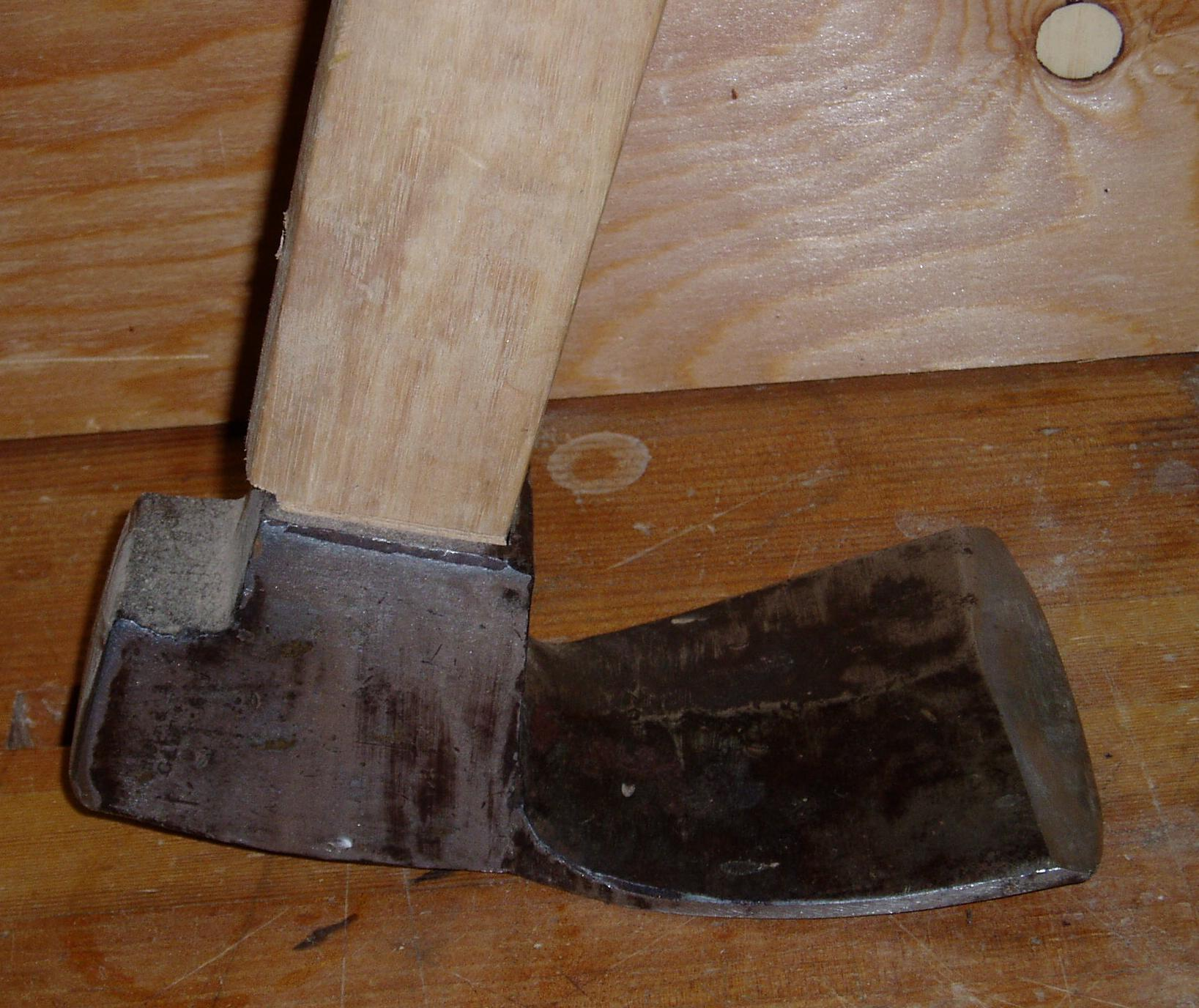

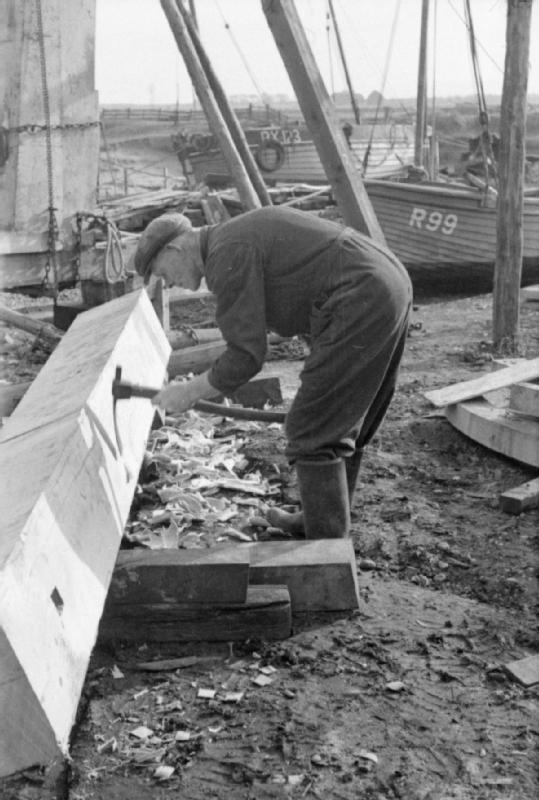
Obróbka belki ciesakiem, stocznia Rye w hrabstwie East Sussex, Anglia, 1944

Ciesak, ciosła, cieślica, cioska – narzędzie służące głównie do obrabiania pni drzew dla otrzymania wydłużonych płaszczyzn. Umieszczenie ostrza prostopadle do drzewca umożliwia wygodne oddzielanie łupek gdy obrabiana powierzchnia jest równoległa np. do fundamentu budowli. Jest on używany w ciesielstwie, bednarstwie, kołodziejstwie, do naciosywania podkładów kolejowych itp.